# 第10回サンフランシスコ映画批評家協会賞
第10回サンフランシスコ映画批評家協会賞は、サンフランシスコ映画批評家協会が2011年の映画作品に贈る賞である。2011年12月11日に発表された。

## 受賞一覧
- 作品賞:
  - 『ツリー・オブ・ライフ』

- 監督賞:
  - テレンス・マリック - 『ツリー・オブ・ライフ』

- オリジナル脚本賞:
  - 『マージン・コール』 - J・C・チャンダー

- 脚色賞:
  - 『裏切りのサーカス』 - ブリジット・オコナー、ピーター・ストローハン

- 主演男優賞:
  - ゲイリー・オールドマン - 『裏切りのサーカス』

- 主演女優賞:
  - ティルダ・スウィントン - 『少年は残酷な弓を射る』

- 助演男優賞:
  - アルバート・ブルックス - 『ドライヴ』

- 助演女優賞:
  - ヴァネッサ・レッドグレイヴ - 『英雄の証明』

- アニメ映画賞:
  - 『ランゴ』

- 外国語映画賞:
  - 『トスカーナの贋作』（ フランス）

- ドキュメンタリー賞:
  - Tabloid

- 撮影賞:
  - 『ツリー・オブ・ライフ』 - エマニュエル・ルベツキ

- マーロン・リッグス賞:
  - アメリカ映画保存財団（英語版） - 失われつつある文化的に重要な映画を保管、普及させようとする働きに対して

- 特別賞:
  - 『ブリューゲルの動く絵』